# Lex Acilia de pecuniis repetundis
La lex Acilia de pecuniis repetundis est une loi de la Rome antique.
La loi (lex) ne nous est connue que par Cicéron qui l'évoque deux fois dans ses Verrines. Elle serait datée de peu avant 111 av. J.-C. plutôt que de 123-122 av. J.-C.. Elle consisterait en un sénatus-consulte (senatus consultum). Son auteur serait Manius Acilius Glabrio, père de Manius Acilius Glabrio qui, préteur en 70 av. J.-C., préside le tribunal chargé de juger Verrès.